# Crying Lightning
«Crying Lightning» es el primer sencillo del tercer álbum de estudio del grupo británico Arctic Monkeys, titulado Humbug. La canción fue interpretada por primera vez en el show de Zane Lowe, en BBC Radio 1 el 6 de julio de 2009; al día siguiente ya estaba disponible su descarga en iTunes. Las copias físicas del sencillo estuvieron disponibles el 17 de agosto, una semana antes de la publicación del álbum. La edición en vinilo podía adquirirse en tienda Oxfam junto con un código de descarga para la descarga de la versión en MP3 de la canción.
El 12 de julio el sencillo debutó en las listas británicas en el puesto 12 únicamente mediante descargas.

## Videoclip
El video se emitió por primera vez el 24 de julio de 2009 en la cadena Channel 4. Para dirigir el videoclip, el grupo de Sheffield contó con Richard Ayoade, que ya había trabajado en el DVD At the Apollo y en el video de Fluorescent Adolescent y que más tarde también dirigiría el del siguiente sencillo, Cornerstone.
En dicho videoclip se muestra a la banda interpretando la canción sobre un bote en un bravo mar. Al comenzar el solo, surge la enorme figura del líder de la banda, Alex Turner, que cae sobre sus rodillas al pasar el bote en el que va el grupo; al terminar el solo, el resto de integrantes del grupo (Jamie Cook, Nick O'Malley y Matt Helders) surge también del agua.

## Lista de canciones
| 10", Descarga digital de MP3 |                            |          |  |
| N.º                          | Título                     | Duración |  |
| 1.                           | «Crying Lightning»         | 3:42     |  |
| 2.                           | «Red Right Hand»           | 4:19     |  |
| 3.                           | «I Haven't Got My Strange» | 1:29     |  |

## Posicionamiento en listas
| Listas (2009)                    | Mejor posición |
| -------------------------------- | -------------- |
| Austrian Singles Chart           | 70             |
| Belgium Singles Chart (Flanders) | 63             |
| Belgium Singles Chart (Wallonia) | 49             |
| Canadian Singles Chart           | 15             |
| French Singles Chart             | 23             |
| Polish Singles Chart             | 22             |
| UK Indie Chart                   | 1              |
| UK Singles Chart                 | 12             |
| Japan Singles Chart              | 44             |